# Tattoo (пісня Лорін)
«Tattoo» (укр. Татуювання) — пісня шведської співачки Лорін, випущена як сингл 25 лютого 2023 року. Пісня була обрана як конкурсна заявка Швеції на конкурсі пісні «Євробачення-2023» після перемоги на Melodifestivalen 2023, національному відборі Швеції на «Євробачення» цього року. Після виступу на Melodifestivalen пісня дебютувала на першому місці в шведському чарті синглів, а також увійшла до чартів у 14 інших країнах. 9 травня 2023 року Лорін виступила з цією піснею в першому півфіналі «Євробачення-2023», що проходив у Ліверпулі і пройшла до фіналу, що пройшов 13 травня, де посіла перше місце.

## Конкурс пісні «Євробачення-2023»

### Melodifestivalen 2023

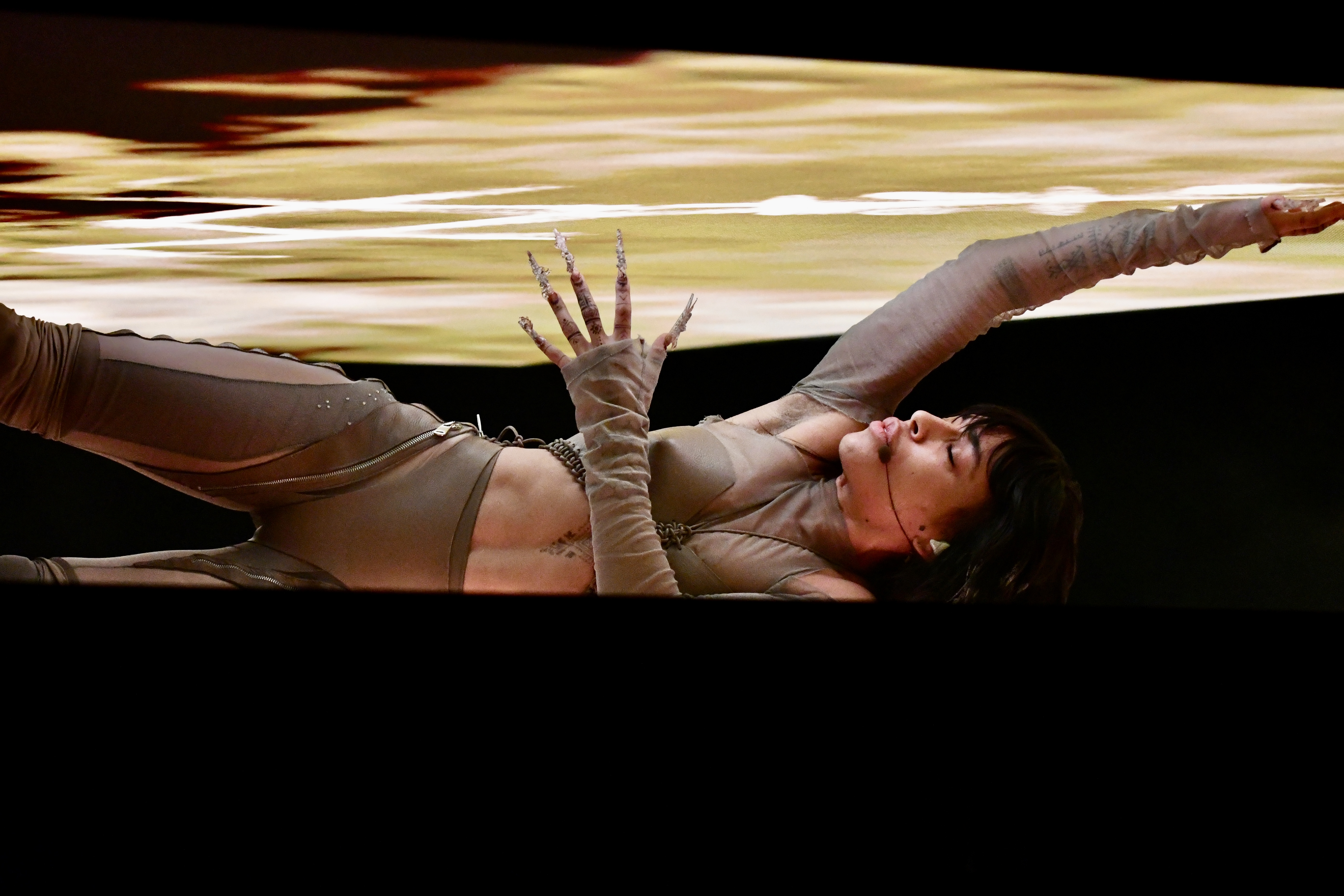
Лорін під час виконання «Tattoo». Один з кадрів, що відкривають виступ.

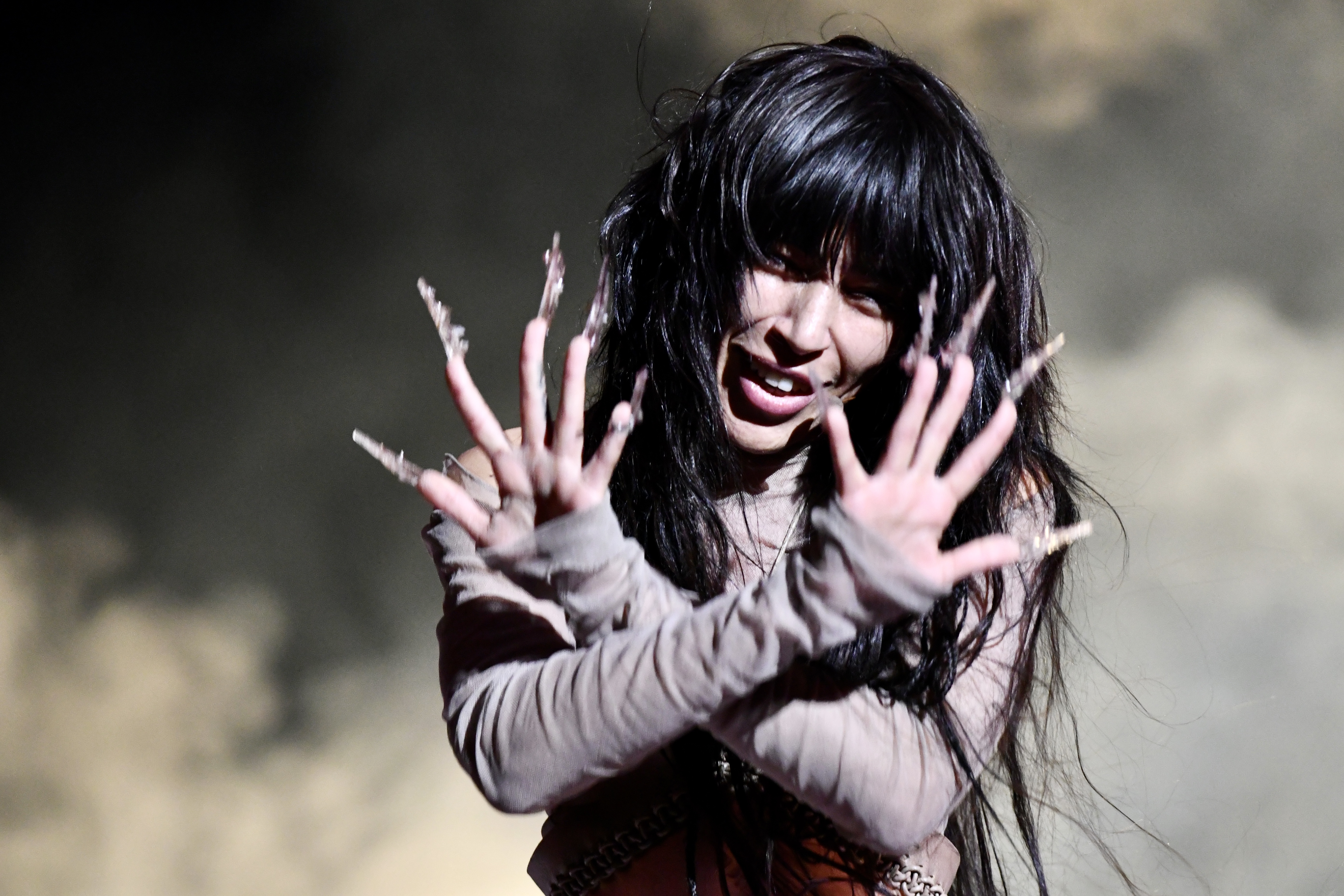
Жест, що використовує Лорін наприкінці виступу.

Музичний конкурс Melodifestivalen використовується шведським національним мовником SVT як метод відбору представника Швеції на конкурсі пісні Євробачення на щорічній основі. У 2023 році Лорін взяла участь у конкурсі вчетверте, до цього беручи участь у 2011, 2012 та 2017 роках.
Номер Лорін мав складну конструкцію декорацій для сцени: виступ починається із того, що Лорін лягає між двома екранами площею 16 квадратних метрів. Верхній екран розташований на підставці і звішений на ланцюгах із загальною вагою конструкції в 1,8 тонни, яка приводиться у рух чотирма двигунами. На початку виступу виконавиця затиснута між екранами, проте під час виступу верхній екран піднімається вгору.
У фіналі конкурсу, що пройшов 11 березня 2023 року, Лорін посіла перше місце та отримала право представляти Швецію на конкурсі пісні «Євробачення-2023». На Spotify пісня побила рекорд для пісень конкурсу, набравши близько 375 000 переглядів менш ніж за два дні після релізу.

#### Інциденти
Перед першим офіційним виконанням пісні на конкурсі запис з репетиції для преси опинився у відкритому доступі. Публікація конкурсних робіт до їхньої прем'єри та без дозволу SVT порушує правила конкурсу та заявка ризикує бути дискваліфікованою. Однак кожен інцидент розглядається індивідуально, і, за словами SVT, у цьому випадку дискваліфікація не була потрібна.
Під час прем'єри пісні на конкурсі 25 лютого 2023 року на сцену вийшов активіст, і організатори були змушені перервати виступ і дали Лорін ще один шанс виконати пісню повністю повторно.

### На «Євробаченні»
Згідно з правилами «Євробачення», всі країни, за винятком країни-господарки конкурсу та країн «Великої п'ятірки» (Франція, Німеччина, Італія, Іспанія та Велика Британія), мають пройти відбір в одному з двох півфіналів, щоб потрапити до фіналу; десять найкращих країн із кожного півфіналу проходять у фінал. Швеція брала участь у першому півфіналі конкурсу, що пройшов 9 травня 2023 року в Ліверпулі. Лорін пройшла у фінал конкурсу та виступила у першій половині шоу під номером 9, пізніше посівши перше місце у фіналі за результатами голосування глядачів та журі.

## Список композицій
| Цифрова дистрибуція та стримінг — «Tattoo» | Цифрова дистрибуція та стримінг — «Tattoo» | Цифрова дистрибуція та стримінг — «Tattoo» |
| #                                          | Назва                                      | Тривалість                                 |
| ------------------------------------------ | ------------------------------------------ | ------------------------------------------ |
| 1.                                         | «Tattoo»                                   | 3:03                                       |

| Цифрова дистрибуція та стримінг — «Tattoo (Acoustic)» | Цифрова дистрибуція та стримінг — «Tattoo (Acoustic)» | Цифрова дистрибуція та стримінг — «Tattoo (Acoustic)» |
| #                                                     | Назва                                                 | Тривалість                                            |
| ----------------------------------------------------- | ----------------------------------------------------- | ----------------------------------------------------- |
| 1.                                                    | «Tattoo (Acoustic)» (акустична версія)                | 3:34                                                  |

## Чарти

### Щотижневі чарти
| Чарт (2023)                                  | Найвища позиція |
| -------------------------------------------- | --------------- |
| Бельгія (Ultratop Flanders)                  | 7               |
| Бельгія (Ultratop Wallonia)                  | 38              |
| Хорватія (HRT)                               | 40              |
| Чехія (IFPI)                                 | 66              |
| Фінляндія (Suomen virallinen lista)          | 6               |
| Греція (Greece International, IFPI)          | 25              |
| Ісландія (Plötutíðindi)                      | 2               |
| Ірландія (IRMA)                              | 45              |
| Литва (AGATA)                                | 9               |
| Нідерланди (Dutch Top 40)                    | 16              |
| Нідерланди (Mega Single Top 100)             | 12              |
| Норвегія (VG-lista)                          | 5               |
| Польща (Polish Streaming Top 100)            | 27              |
| Португалія (AFP)                             | 111             |
| Росія (TopHit)                               | 22              |
| Швеція (Sverigetopplistan)                   | 1               |
| Швейцарія (Media Control AG)                 | 100             |
| Велика Британія (UK Official Download Chart) | 34              |